# Винтерхальтер, Герман
Герман Фидель Винтерхальтер ((нем. Hermann Fidel Winterhalter), 23 сентября 1808, Шварцвальд, Баден — 24 февраля 1891, Карлсруэ) — немецкий художник, младший брат известного художника-портретиста Франца Ксавера Винтерхальтера.

## Биография

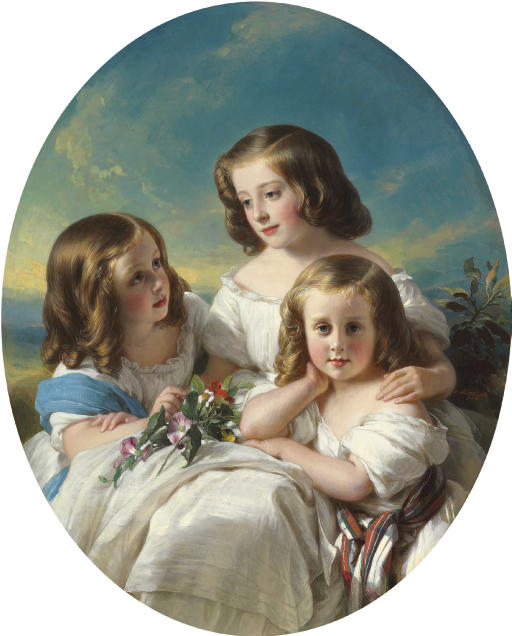
Three demoiselles de la famille de Chateaubourg. Герман Фидель Винтерхальтер, 1850 год.

Герман Фидель Винтерхальтер родился в небольшой деревне Menzenschwand (ныне часть Санкт-Блазиена) в Шварцвальде, Баден. У него был старший брат Франц Ксавер (1805—1873). Его отец Фидель Винтерхальтер пожелал, что бы младший сын следовал по стопам старшего и тоже стал художником. Герман прошел подготовку в качестве литографа, далее отправился учиться живописи в Мюнхен и Рим. После этого он поселился в Париже, где помогал своему брату, организуя выставки в 1838—1841, 1847 и 1869 годах.
На протяжении всей жизни братья были очень близки друг другу, а их работы, как и имена, часто путали. Между братьями не было профессионального соперничества, многие годы они работали вместе. Герман оказывал огромную поддержку брату в его международном успехе. Он взял на себя руководство парижским салоном, в том время как Франц ездил по Европе и писал портреты членов королевских и аристократических семей. В 1850-е годы он стал более независимым и писал портреты самостоятельно от брата. Некоторые из работ, такие как Молодая девушка из Ариччии и портрет его парижского покровителя Николя Платаната-де-ла-Фей хранятся в Лувре.
После падения Второй империи во Франции братья решили уехать в Баден и завершить карьеру художников. Франц Ксавер умер в 1873 году, Герман пережил брата почти на двадцать лет и умер в 1891 году в Карлсруэ.